# Großheubach

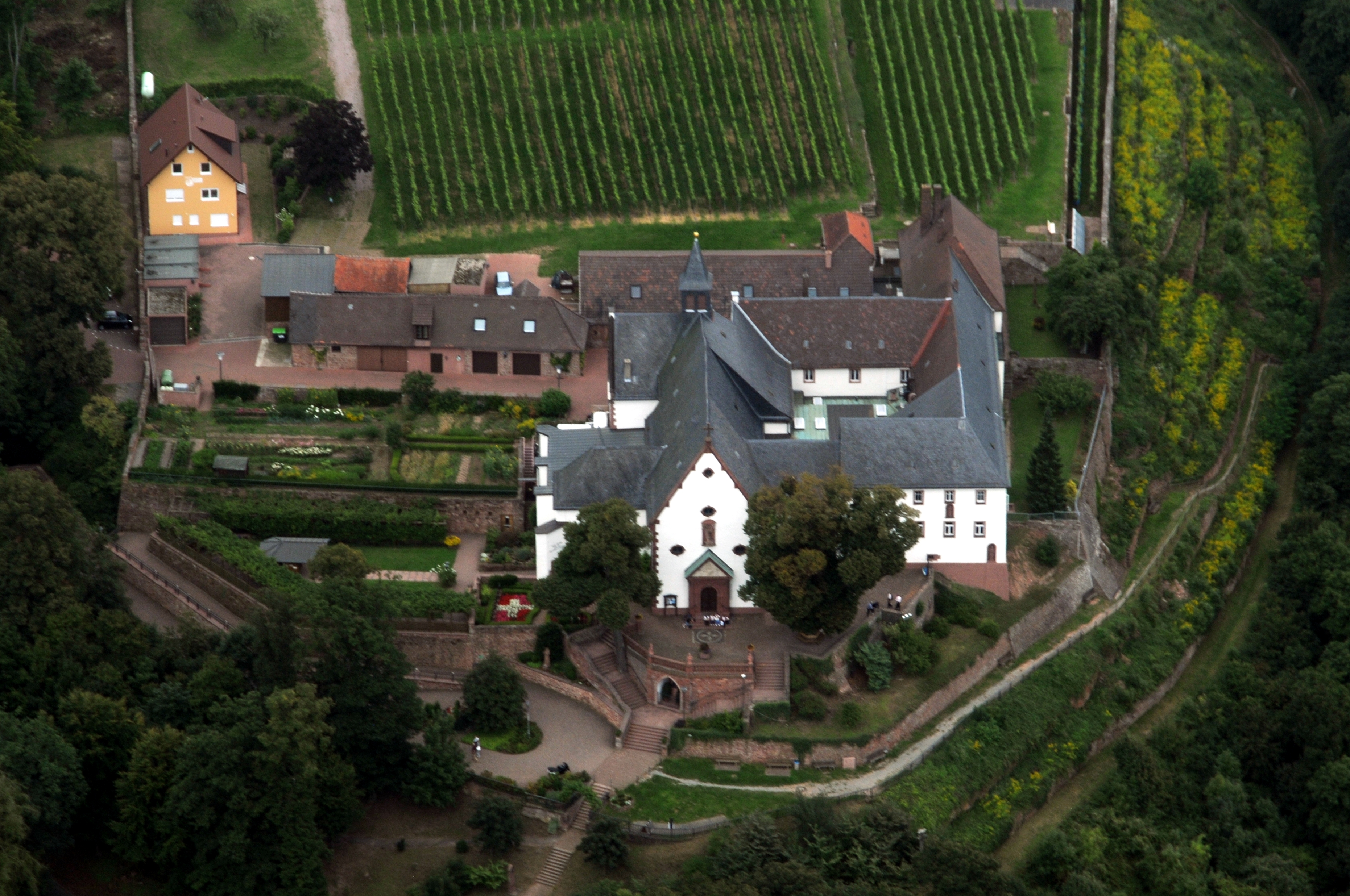
Großheubach

Großheubach este o comună-târg din districtul Miltenberg, regiunea administrativă Franconia Inferioară, landul Bavaria, Germania.